# Mahershala Ali
Mahershalalhashbaz "Mahershala" Ali, född som Mahershalalhashbaz Gilmore den 16 februari 1974 i Oakland, Kalifornien, är en amerikansk skådespelare. Ali har bland annat medverkat i TV-serier som The 4400, Jordan, rättsläkare och Threat Matrix.
Mahershala Ali hyllades av kritiker för sin rollprestation som Juan i Moonlight, för vilken han nominerades till Golden Globe Award och BAFTA Award och vunnit Oscar, Screen Actors Guild Award och Critics' Choice Award. Ali vann ytterligare en Oscar, och även en Golden Globe Award och en BAFTA Award, för sin biroll som Don Shirley i Green Book.
Hans förnamn kommer från Maher-Shalal-Hash-Baz i Jesaja 8:1-3, och är det längsta namnet i Bibeln.

## Filmografi (i urval)
- 2002–2003 – Jordan, rättsläkare (TV-serie)
- 2003–2004 – Threat Matrix (TV-serie)
- 2004–2007 – The 4400 (TV-serie)
- 2008 –  Benjamin Buttons otroliga liv
- 2009 – Crossing Over
- 2010 – Predators
- 2011–2012 – Treme (TV-serie)
- 2011–2012 – Alphas (TV-serie)
- 2012 –  The Place Beyond the Pines
- 2013–2015 – House of Cards (TV-serie)
- 2014 – The Hunger Games: Mockingjay – Part 1
- 2015 – The Hunger Games: Mockingjay – Part 2
- 2016 – The Free State of Jones
- 2016 – Moonlight
- 2016 – Dolda tillgångar
- 2018 – Spider-Man: Into the Spider-Verse (röst)
- 2018 – Green Book
- 2019 – Alita: Battle Angel
- 2019 – True Detective (TV-serie)
- 2021 – Eternals
- 2021 – Swan Song
- 2023 – Spider-Man: Across the Spider-Verse
- 2023 – Leave the World Behind
- 2025 – Jurassic World Rebirth
- 2025 – Marvel Zombies (TV-serie) (röst)
- 2027 – Spider-Man: Beyond the Spider-Verse (röst)